# OPS 6810
OPS 6810 – amerykański wojskowy satelita rozpoznawczy SIGINT, należący do serii małych satelitów wywiadowczych typu P-11. Satelita stanowił ładunek dodatkowy przy wynoszeniu na orbitę satelity KH-7 31 programu CORONA. Jego zadaniem było zbieranie informacji o charakterystykach emisji systemów radarowych ZSRR i innych państw Układu Warszawskiego.  

## Budowa i działanie

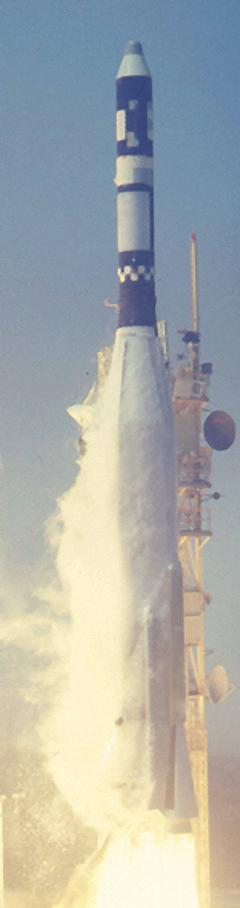
Start rakiety Atlas SLV-3 Agena D z satelitą KH-7 31 i OPS 6810, 16 sierpnia 1966 roku.

Satelity serii P-11 były wynoszone na orbitę od 1963 roku, jako ładunki dodatkowe przy startach większych satelitów, zazwyczaj rozpoznania optycznego. Główną strukturę satelity dostarczała firma Lockheed Martin . Specjalistyczne wyposażenie danego satelity, w zależności od rodzaju misji dostarczali mniejsi podwykonawcy. Satelita OPS 6810 posiadał dwa zestawy czujników. Część dostarczona przez firmę SEL nosiła oznaczenie Sampan, czujniki dostarczone przez Applied Technology Industries oznaczono jako Sousea . Satelita wyposażony był w dwa silniki na stały materiał pędny do korekcji swojej orbity. Energi elektrycznej potrzebnej do działania satelity dostarczały ogniwa fotowoltaiczne .

## Misja
Misja rozpoczęła się 16 sierpnia 1966 roku, kiedy rakieta Atlas SLV-3 Agena D wyniosła z kosmodromu Vandenberg na niską orbitę okołoziemską satelitę rozpoznania optycznego KH-7 31 i jako ładunek dodatkowy satelitę OPS 6810. Po znalezieniu się na orbicie OPS 6810 otrzymał oznaczenie COSPAR 1966-074B .
Satelita spłonął w atmosferze 5 marca 1970 roku .